# Joan Dalmau i Coma
|  | No s'ha de confondre amb Joan Dalmau i Comas. |

Joan Dalmau i Coma   (Montcada i Reixac i Barcelona, 19 de febrer de 1927 - Coria del Río, 5 de febrer de 2013) fou un actor català de cinema, televisió i teatre. Va ser conegut artísticament com a Joan Dalmau.

## Filmografia parcial
- Viuda, pero menos (un episodi, 1982)
- Estudio 1 (dos episodis, 1982)
- Actores en primera plana (un episodi, 1983)
- Cicle Ibsen (un episodi, 1984)
- Mi general (1987)
- Si te dicen que caí (1989)
- Habanera 1982 (1992)
- Nissaga de poder (1996)
- El crimen del Cine Oriente (1996)
- Secretos del corazón (1997)
- El pianista (1998)
- Las huellas borradas (1999)
- Silencio roto (2001)
- Soldados de Salamina (2003)
- Mar adentro (2004)
- 15 días contigo (2005)
- Vida y color (2005)
- La noche del hermano (2005)
- Vientos de agua (1 episodi, 2006)
- Àngels i sants (7 episodis, 2006)
- La caja (2006)
- Monso (2006)
- La luna en la botella (2006)
- Tangoway.
- El club de los suicidas (2007)
- Myway (2008)
- Fuga de cerebros (2009)
- Els ulls de la Júlia (2010)[2]

## Teatre
- Bent de Martin Sherman (1982)
- La verbena de la Paloma
- Don Juan Tenorio
- La familia del anticuario
- Querido Chejov
- Viento contra viento
- Memoria del tiempo
- La casa de las chivas

## Premis i nominacions

### Premis
- 2003. Premi Sant Jordi de Cinematografia

### Nominacions
- 2004. Goya al millor actor secundari per Soldados de Salamina